# Sergej Samsonov
Sergei Viktorovitj Samsonov, ryska: Серге́й Ви́кторович Самсо́нов, född 27 oktober 1978 i Moskva, Sovjetunionen, är en rysk ishockeyspelare med utmärkt skridskoåkning och klubbteknik som kompenserar för hans relativt sett korta längd. Samsonov var Boston Bruins andraval i draften 1997 som 8:e spelare totalt.
Samsonov debuterade i den Ryska Superligan säsongen 1994–95. Han har även spelat för Detroit Vipers i International Hockey League (1945–2001)IHL. Samsonov debuterade i NHL säsongen 1997–98 där han spelade 81 matcher och gjorde 22 mål och 25 assist för totalt 47 poäng vilket gav honom Calder Memorial Trophy som årets nykomling. Samsonovs främsta meriter är Calder Memorial Trophy från säsongen 1997–98 och OS-brons från 2002. Han spelade även i VM 2004. 
Efter att ha varit en av Bostons bättre poänggörare i början av 2000-talet började Samsonov tappa formen. Det slutade med att Boston valde att byta bort honom till Edmonton Oilers säsongen 2005–06. Men samma år skrev han på ett kontrakt med Montréal Canadiens. Den efterföljande säsongen i Canadiens skulle inte den heller vara framgångsrik för honom. Det blev bara en säsong i Kanada och 2007 skulle han skriva på ett kontrakt med Chicago Blackhawks. Men även där skulle han misslyckas och stundtals även bli bänkad. Samsonov fick bara spela 26 matcher i Blackhawks innan man valde att byta bort honom till Carolina Hurricanes.
I Carolina skulle Samsonov få sin efterlängtade comeback, poängproduktion ökade men inte i samma nivå som han hade i början av 2000-talet. Men efter att ha blivit bänkad i Blackhawks skulle han göra 32 poäng på 38 matcher samma säsong i Hurricanes. Säsongen 2010–11 blev Sergej Samsonov bortbytt till Florida Panthers.

## Klubbar i NHL
- Florida Panthers
- Carolina Hurricanes
- Chicago Blackhawks
- Montréal Canadiens
- Edmonton Oilers
- Boston Bruins

## Meriter
- JEM U18 guld 1996
- JVM Brons 1996 och 1997
- IHL Turner Cup mästare 1997
- Calder Memorial Trophy 1998
- OS Brons 2002